# Baumgarten (Wien)
Baumgarten ist ein Teil des 14. Wiener Gemeindebezirks, Penzing. Der Bezirksteil liegt am linken, nördlichen Wienflussufer. Grundbuchtechnisch zerfällt er in die beiden Katastralgemeinden Oberbaumgarten und Unterbaumgarten (siehe Wiener Katastralgemeinden).

## Geografie
Baumgarten ist rund sieben Kilometer vom östlicher gelegenen Stadtzentrum Wiens entfernt und zählt somit zum Wiener Westen.
Baumgarten liegt geographisch betrachtet im Südosten des 14. Wiener Gemeindebezirkes. Innerhalb dessen grenzt es im Osten an den, ebenfalls am Wienfluss gelegenen, namensgebenden Bezirksteil Penzing und im Westen an den Bezirksteil Hütteldorf und erstreckt sich über den gesamten nach Süden abfallenden Hang des Wientals.
Der tiefste Punkt des Bezirksteils liegt mit 198 m ü. A. bei der Hadikgasse / Astgasse. Die tatsächlich tiefste Stelle ist östlich der Paul-Amann-Brücke im noch tiefer gelegenen Trog des Wienflusses (“die Wien”) zu finden, an dessen rechtem, südlichem Ufer die Bezirksgrenze zum 13. Gemeindebezirk verläuft. Der höchstgelegene Punkt der Katastralgemeinde Baumgarten befindet sich am nördlichsten Punkt des Baumgartner Friedhofs, an der Ecke Flötzersteig / Raimannstraße auf etwa 272 m ü. A. Die Baumgartner Höhe liegt im Erholungsgebiet Steinhof, der dortige höchste Punkt mit 339 m ü. A. gehört allerdings zur Katastralgemeinde Hütteldorf. 

### Katastralgemeinden
Das am Wienfluss flussaufwärts, also westlich gelegene Oberbaumgarten (KG-Nr. 01208) grenzt demnach im Norden und Westen an Hütteldorf und im Süden an die jenseits des Wienflusses gelegenen Hietzinger Bezirksteile Hacking und Ober-St.-Veit. Flussabwärts östlich von Oberbaumgarten liegt Unterbaumgarten (KG-Nr. 01214), das im Norden am Flötzersteig ebenfalls an Hütteldorf, im Nordosten an den Bezirksteil Breitensee, im Osten an den Bezirksteil Penzing und im Süden, jenseits des Flusses, an Unter-St.-Veit im Bezirk Hietzing grenzt.
Die Katastralgemeinde Oberbaumgarten nimmt eine Fläche von 89,85 Hektar ein und Unterbaumgarten erstreckt sich über ein Gebiet von 102,21 Hektar, wovon drei Hektar jenseits des Wienflusses in Hietzing liegen. In der Schreibweise Ober-Baumgarten und Unter-Baumgarten existieren ferner zwei Zählbezirke der amtlichen Statistik, deren Grenzen jedoch nicht mit jenen der Katastralgemeinden ident sind. Der Zählbezirk Ober-Baumgarten besteht aus neun Zählsprengeln, der Zählbezirk Unter-Baumgarten aus zehn Zählsprengeln.
Da die Grenzen der Katastralgemeinden nicht genau mit der Bezirksgrenze kongruent sind, liegt ein Teil von Unterbaumgarten im 13. Bezirk, insbesondere der Bereich um die U-Bahn-Station Unter St. Veit.

## Geschichte

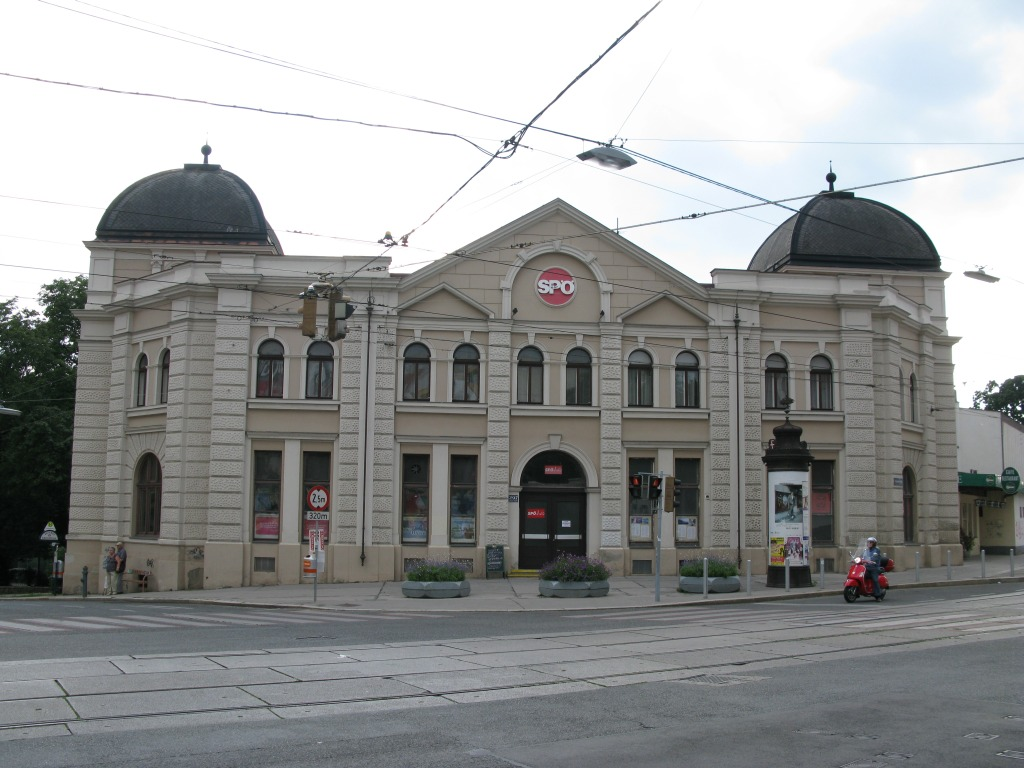
Außenansicht des Baumgartner Casinos

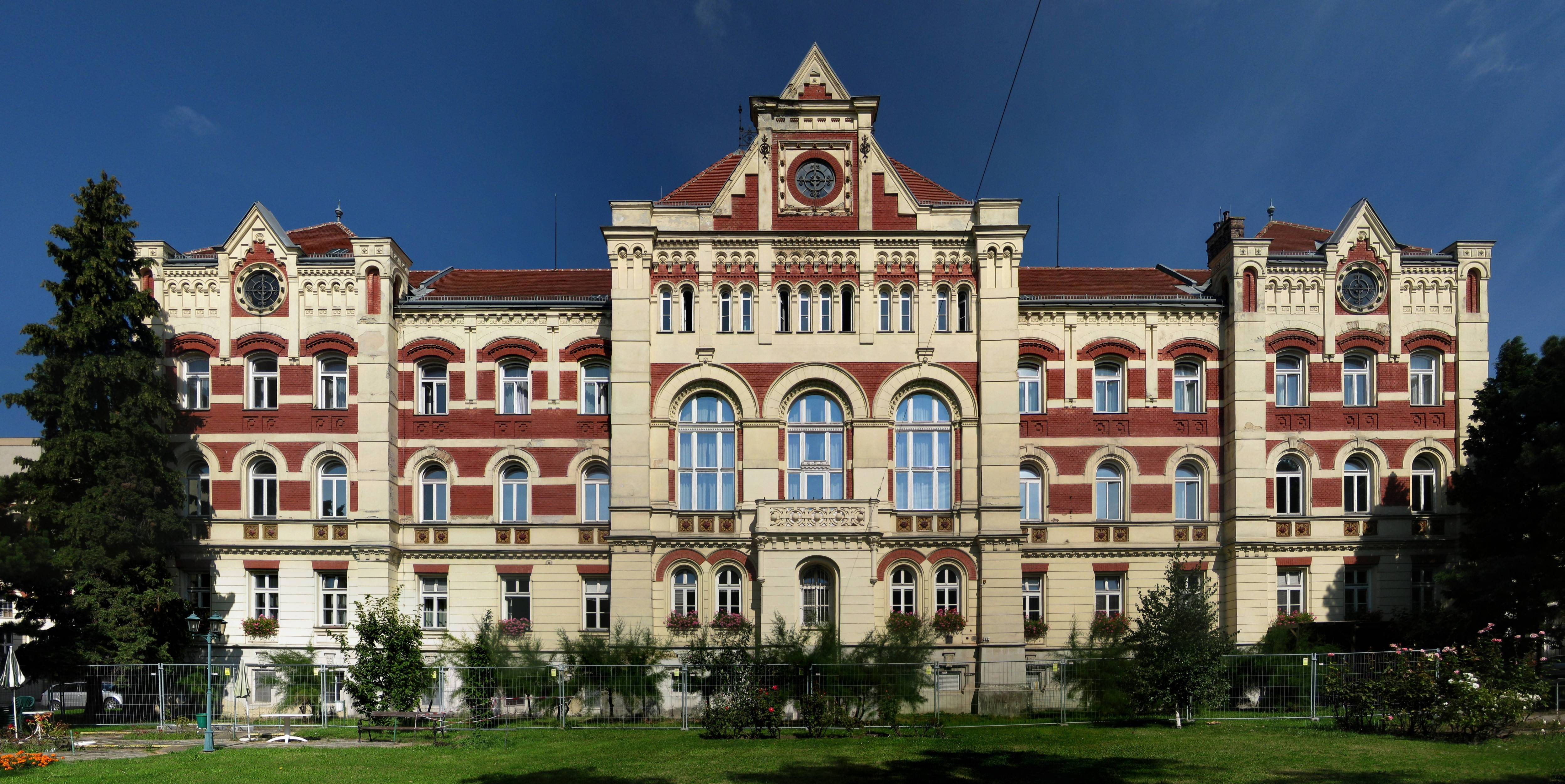
Die ehemalige Kaiser-Franz-Joseph-Landwehrkaserne

Baumgarten wurde erstmals um das Jahr 1195 unter dem Namen Pomerio erwähnt. Auf einer Urkunde, in welcher ein Streit um einen Weingarten bei Wien behandelt wird, wurde Herimanus de Pomerio als Zeuge genannt; in der gleichen Zeit traten auch die Ortsbezeichnungen Pomgarten und Paungarten auf. Damals gab es hier hauptsächlich Ackerland, im höher gelegenen Norden Weingärten. Ansonsten war der Obstbau zu dieser Zeit noch recht bescheiden.
Baumgarten unterstand zwei Grundherrschaften: Unterbaumgarten (Unteres Gut) dem kaiserlichen Waldamt Purkersdorf, Oberbaumgarten (Oberes Gut) bis 1790 dem Benediktinerstift Formbach bei Passau, dann wechselnden Grundherren; letzter Grundherr von Oberbaumgarten 1846–1848 war Johann Simon Freiherr von Sina.
Im Wienfluss bestand bei Baumgarten die Wienenvurt (eine Furt). 1645 forderte die Pestepidemie in Baumgarten zahlreiche Todesopfer. Bei der zweiten Wiener Türkenbelagerung 1683 wurde die Bauernsiedlung, damals weit entfernt von der ummauerten Stadt Wien, stark beschädigt.
Durch Baumgarten führte (und führt) die Linzer Straße, die historische Fernstraße von Wien westwärts Richtung Linz und Salzburg. (Bis 1894 wurde sie in Baumgarten einfach Hauptstraße genannt.) Im Mittelalter hieß sie Poststraße, da über sie die Post nach Baumgarten, Hütteldorf und Hadersdorf geliefert wurde. Der Straßenzug der Hütteldorfer Straße führte bereits im Mittelalter parallel zur Linzer Straße, jedoch war die Hütteldorfer Straße im Bereich Baumgartens bis 1880 unverbaut. Baumgarten war lange Zeit ein Zeilendorf, es gab nur wenige Sackgassen zum Wienfluss. Nicht zuletzt wegen der Hochwassergefahr des damals noch recht weitläufigen Wienflusses dienten die Flächen zum Fluss hinunter überwiegend als Weideland oder Auland und blieben bis zur Wienflussregulierung unverbaut. Das Wachstum des Dorfes beschränkte sich in erster Linie auf das Gebiet nördlich der Linzer Straße. Erst nach der Eingemeindung 1892 wurden die anderen, bis dahin unbebauten Gebiete verbaut. So ist beispielsweise der Gruschaplatz in seiner heutigen Form erst 1912 errichtet worden, nachdem 1908 dort die neue Baumgartner Pfarrkirche geweiht wurde.
General Andreas Hadik errichtete 1779 in Oberbaumgarten ein Schloss, auf dessen Areal im 19. Jahrhundert ein bekanntes Casino entstehen sollte (Casino Baumgarten). Ober- und Unterbaumgarten wurden im Zuge der josefinischen Reformen 1784 gemeinsam eine eigene Pfarre. 1786 entstand der erste Teil des mehrmals vergrößerten Baumgartner Friedhofs, der bis heute belegt wird.
Im Jahr 1804 wurde zur Versorgung der Wiener Vorstädte, nicht des Dorfes, die durch Baumgarten führende Albertinische Wasserleitung fertiggestellt, die erste mit weiträumig angelegtem Rohrnetz in der Geschichte der Wiener Wasserversorgung.
1850 rückte die Stadt näher: Die Vorstädte bis zum heutigen Gürtel wurden eingemeindet; die Vororte wurden autonome Ortsgemeinden. Ober- und Unterbaumgarten wurden 1850 zur Gemeinde Baumgarten zusammengefasst. In der Zeit von 1869 bis 1890 verdoppelte sich die Zahl der Häuser in der Gemeinde von 95 auf 237, die Einwohnerzahl verdreifachte sich von 1151 auf 3526.
1875 wurde zwischen Westbahn und Wienfluss das Baumgartner Bad, ein einfaches Sommerbad mit Liegewiese, eröffnet. 1938 von der Stadtverwaltung übernommen, bestand es bis 1997.
1890 beschlossen, wurden am 1. Jänner 1892 die Wiener Vororte am rechten Donauufer nach Wien eingemeindet. Baumgarten wurde Teil des neuen 13. Bezirks, Hietzing, gemeinsam mit Hütteldorf sowie Hietzing, Ober- und Unter-St.-Veit, Hacking, Lainz, Speising und Schönbrunn. 1894 wurden sieben Straßen in Baumgarten umbenannt, um Doppelbenennungen im größer gewordenen Stadtgebiet zu vermeiden; als eine der sieben wurde die Linzer Straße benannt.
Bis 1900 befand sich in der Linzer Straße 232, gegenüber der alten, 1908 abgerissenen Baumgartner Pfarrkirche, das bis 31. Dezember 1891 als solches fungierende Gemeindeamt von Baumgarten; heute steht dort eine städtische Schule. Die heutige, mit ihren hohen Türmen weithin sichtbare Pfarrkirche auf dem 1912 benannten Gruschaplatz (bei Linzer Straße 259, neben der alten, kleineren, eintürmigen Kirche errichtet) wurde 1906–1908 erbaut.
1901 wurde in der Hütteldorfer Straße 188 die Kaiser-Franz-Joseph-Landwehrkaserne für die k.k. Landwehr, die cisleithanischen Territorialstreitkräfte, errichtet. Sie wurde 1920 von der Stadt Wien übernommen und in ein Altersheim, das Geriatriezentrum Baumgarten, umgewandelt. Im Zweiten Weltkrieg bestand hier ein Reservelazarett. Heute ist das Gebäude Sitz der Bezirksvorstehung 14.
Nach dem „Anschluss“ Österreichs an das „Dritte Reich“ im Jahr 1938 wurde Baumgarten mit den anderen Bezirksteilen Hietzings nördlich des Wienflusses vom 13. Bezirk, Hietzing, abgetrennt und in NS-Groß-Wien in den neuen 14. Bezirk, Penzing, eingegliedert. Das für Baumgarten zuständige Magistratische Bezirksamt für den 13. und 14. Bezirk befindet sich nach wie vor im 13. Bezirk (siehe Amtshaus für den 13. und 14. Bezirk). Von der Judenverfolgung bis zum Bombenkrieg teilte Baumgarten dann das Schicksal Wiens (siehe hier).
Bei schweren amerikanischen Bombenangriffen am 19. und 21. Februar 1945 trafen Bombenteppiche die Stadtbahn, die Westbahn und das Wohngebiet in deren Bereich. In der ersten Aprilhälfte 1945 wurde Wien von der Roten Armee befreit; vom 1. September 1945 an lag Baumgarten als Teil des 14. Bezirks bis 27. Juli 1955 im französischen Sektor der Stadt, zu dem auch der 6. Bezirk und die Nachbarbezirke 15 und 16 gehörten, nicht aber das seit 1938 zum 14. Bezirk zählende Hadersdorf-Weidlingau, das besatzungsrechtlich zur sowjetischen Zone (Niederösterreich) gehörte.
1911 wurde das noch heute existierende Wohnhaus am "Baumgartner Spitz", in der Hütteldorfer Straße 359 bzw. Linzer Straße 320, mit 12 Wohnungen errichtet. 1949–1956 wurde der 1952 benannte und 1954 offiziell eröffnete Hugo-Breitner-Hof, Linzer Straße 299–329, mit über 1500 Wohnungen für rund 5000 Bewohner errichtet. Die Wohnbautätigkeit in Baumgarten führte dazu, dass 1963 / 1964 zusätzlich zur bestehenden Kirche die Oberbaumgartner Pfarrkirche, Hütteldorfer Straße 282–284, errichtet wurde. Die römisch-katholische Pfarre Oberbaumgarten wurde 1966 gegründet, die bisherige Pfarre Baumgarten wurde nun als Pfarre Unterbaumgarten bezeichnet. Beide Pfarren wurden 2019 zur Pfarre Heilige Mutter Teresa vereinigt.
Das Ortsbild von Baumgarten änderte sich ab den frühen 1960er Jahren entscheidend. Die alte, historische Bausubstanz aus dem 19. Jahrhundert wurde nicht zuletzt aufgrund des Zweiten Weltkrieges immer baufälliger. In dieser Zeit wichen die meisten alten Bauernhäuser neuen Wohnbauten. Der 1966 festgesetzte Flächenwidmungs- und Bebauungsplan sorgte vor allem auf der Linzer Straße für einheitliche Strukturen. Bis in die 1990er Jahre wurden die letzten, übriggebliebenen Baulücken geschlossen. Heute gibt es nur noch sehr wenige historische Häuser aus dem späten 19. und frühen 20. Jahrhundert, die vor allem an ihren Vorsprüngen und der niedrigeren Bauhöhe gegenüber der übrigen Bausubstanz sichtbar sind.
1997 wurde das Baumgartner Bad, ein Sommerbad, das über 120 Jahre bestanden hatte, geschlossen.

## Einwohnerentwicklung
Die älteste Häuserzählung aus Baumgarten stammt aus dem Jahr 1321. In einer Kaufurkunde sind neun Hofstätten angeführt, diese sollen im Bereich Zehetnergasse – Pachmanngasse gelegen sein.
Bis zum Jahre 1572 verdoppelte sich die Häuseranzahl auf 19.
Im Jahre 1800 gab es 57 Häuser bei 368 Einwohnern. Mit Beginn der Industrialisierung und dem Bau der Westbahn änderte sich die Situation jedoch grundlegend. Bis Ende des 19. Jahrhunderts verzehnfachte sich die Einwohnerzahl auf 3.526 Personen bei 237 Häusern.
Heute leben in den beiden Katastralgemeinden Oberbaumgarten und Unterbaumgarten rund 32.000 Menschen, was etwas mehr als ein Drittel der Gesamtbevölkerung des Bezirks ausmacht.

## Verkehrsmittel
Eisenbahn
1858 wurde die Kaiserin-Elisabeth-Bahn, die heutige Westbahn, von Wien nach Linz eröffnet. Sie führt zwischen ihren Stationen Wien Penzing und Wien Hütteldorf, beide heute mit S-Bahn-Betrieb, in Hochlage durch Baumgarten; bis 1950 bestand eine Haltestelle. (Die Fahrzeit vom Westbahnhof nach Baumgarten betrug 1901 neun Minuten, von Hütteldorf nach Baumgarten drei Minuten.) Der Bahnbau führte zu kräftigem Zuzug in den Ort. In Baumgarten mündet seit 1860 die von Süden kommende Verbindungsbahn von der Südbahn, heute ebenfalls mit S-Bahn-Betrieb, im Bogen in die Westbahn Richtung Hütteldorf.
Straßenbahn
1885 baute die Neue Wiener Tramway-Gesellschaft eine Pferdestraßenbahn in der Hütteldorfer Straße, die in der Linzer Straße westlich des „Baumgartner Spitzes“, wo die Hütteldorfer Straße mündet, durch die Dampftramway Breitensee–Hütteldorf ergänzt wurde. Die Strecke wurde 1903 auf elektrischen Betrieb umgestellt. Seit 1907 verkehrt hier die Linie 49 (Bellaria bzw. Dr.-Karl-Renner-Ring–Hütteldorf). 1903 wurde in der Linzer Straße eine elektrische Straßenbahnstrecke von der Johnstraße (heute Grenze zum 15. Bezirk) bis zum Baumgartner Spitz gebaut; sie wird seit 1907 von der Linie 52 befahren (ursprünglich von Ring, Babenbergerstraße, aus, heute Westbahnhof–Baumgarten). Damit wurde das Stadtzentrum von Baumgarten aus leicht erreichbar. 2005 kam es erstmals zum Einsatz von Niederflurwagen (ULF) auf der Linie 49, 2007 auch auf der Linie 52.
Stadtbahn und U-Bahn
Am 1. Juni 1898 wurde direkt südlich der Südgrenze des Bezirks und Baumgartens, am südlichen, rechten Wienflussufer parallel zu diesem, die Obere Wientallinie der Wiener Dampfstadtbahn in Betrieb genommen, die 1925 von der Wiener Elektrischen Stadtbahn abgelöst wurde (siehe auch hier). Sie bediente an der Baumgartenbrücke über den Fluss die Haltestelle Unter St. Veit-Baumgarten; der Namensteil Baumgarten wurde nach 1945 nicht mehr verwendet. 1981 wurde die neu gebaute Haltestelle als U-Bahn-Station der Linie U4 eröffnet.
Autobuslinie
In den 1980er Jahren wurde im Auftrag der Wiener Linien die Autobuslinie 47A eingerichtet, die von den U-Bahn-Stationen Ober-St.-Veit und Unter-St.-Veit aus quer zu den Straßenbahnlinien 52 und 49 durch Baumgarten zur Baumgartner Höhe verkehrt. Sie führt zur U4 durch die Hochsatzengasse in Oberbaumgarten und von der U4 durch die Zehetnergasse in Unterbaumgarten und bindet den Baumgartner Friedhof an die beiden Straßenbahnlinien und die U4 an.

## Bauwerke

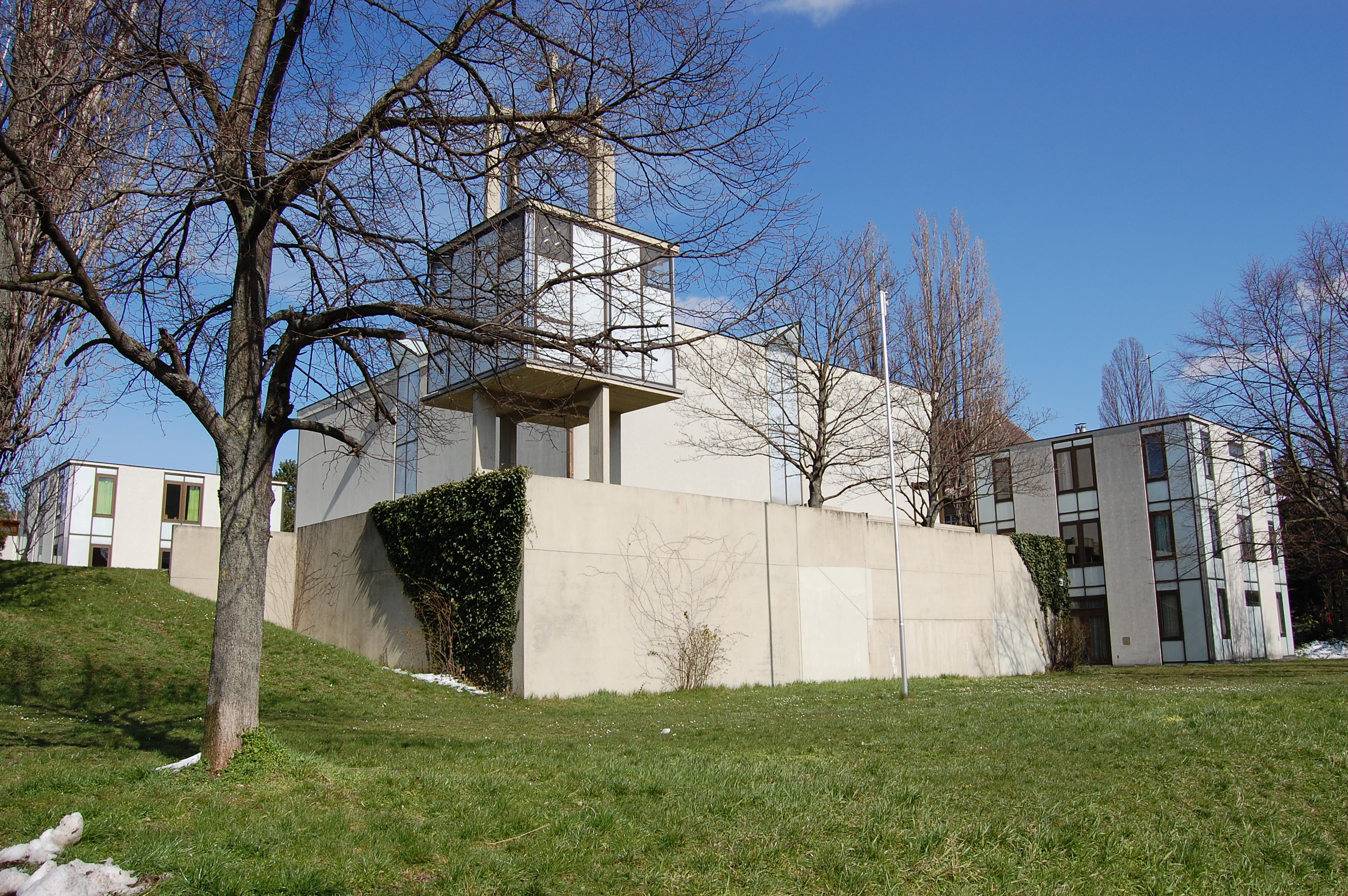
Südansicht der Oberbaumgartner Pfarrkirche mit Glockenturm und Nebengebäuden

- Die neuromanische Baumgartner Pfarrkirche am Gruschaplatz wurde 1906–1908 erbaut.
- Als Beispiel für moderne Kirchenarchitektur gilt die von Johann Georg Gsteu entworfene und 1963 / 1964 errichtete römisch-katholische Oberbaumgartner Pfarrkirche.
- Der Festsaal des Casinos Baumgarten, Linzer Straße 297, Ecke Hochsatzengasse, und der Casinopark werden für Veranstaltungen genutzt.
- Die 1901 erbaute ehemalige Kaiser-Franz-Joseph-Landwehrkaserne (zwischenzeitlich Teil vom Geriatriezentrum Baumgarten) beherbergt nunmehr die Bezirksvorstehung.

In Baumgarten gibt es zwei von der Stadt Wien definierte bauliche Schutzzonen: die ehemalige Landwehrkaserne und (gemeinsam mit dem Casino Baumgarten) die sogenannte Slama-Siedlung, eine 1914 entstandene Villenkolonie im Bereich Westermayergasse / Hellmesbergergasse.
Zwischen den heutigen Verkehrsflächen Zehetnergasse und Gruschaplatz stand an der heutigen Adresse Linzer Straße 247 das Haus, in dem der Maler Gustav Klimt am 14. Juli 1862 geboren wurde. Es musste 1965 einer Wohnhausanlage weichen. Heute erinnert an dieser Stelle eine Gedenktafel an Klimt. Sein Geburtshaus soll etwa dort gestanden sein, wo sich heute Stiege 3 der ausgedehnten Wohnhausanlage befindet. Klimts Eltern und sein Bruder Ernst sind auf dem Baumgartner Friedhof bestattet; das Grab besteht bis heute.

## Wirtschaft
Früher gab es in Baumgarten zahlreiche Fabriken, doch ist der Ort, ausgenommen den schmalen Streifen zwischen Westbahn und Wienfluss, heute vorwiegend Wohngebiet. 1878 wurde von der englischen Imperial Continental Gas Association das Gaswerk Baumgarten errichtet, das bis 1912 in Betrieb war. An der Hackinger Straße wurde 1932 oder 1933 zwischen den Brücken der Verbindungsbahn (zwischen Guldengasse und Zehetnergasse) von den städtischen Gaswerken der Gasometer Baumgarten gebaut. Dieser wurde 1983 demoliert. Einige hundert Meter stadtauswärts befand sich Ecke Hackinger Straße / Hochsatzengasse das Baumgartner Bad, das 1997 geschlossen wurde.